# Know Your Meme
Know Your Meme（KYM）是一個使用Wiki系統記錄、解釋各種網路迷因和火紅現象的網站，例如網絡爆紅短片、表情包、流行語、網路名人等。隨著事業的擴大，網站還會研究和調查不斷發展的新迷因。該網站最初由Rocketboom架設，2011年3月被Cheezburger Network收購，並於2016年被Literally Media併購。Know Your Meme收錄了經證實、用戶提交、死侍（被拒絕、不完整或低關注度），研究和流行迷因五大類別的條目。